# 新疆街道
新疆街道是中华人民共和国黑龙江省哈尔滨市平房区下辖的一个街道办事处。

## 行政区划
新疆街道下辖以下村级行政区划单位：
新友社区、新谊社区、新志社区和新祥社区。